# Hauptvokal

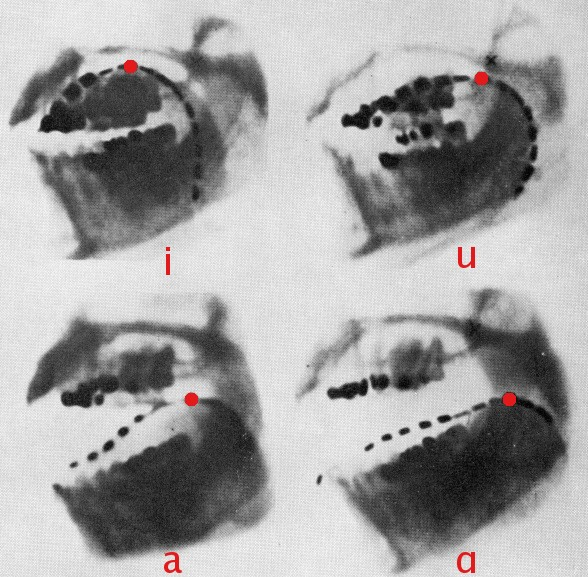

Hauptvokale oder Kardinalvokale (englisch cardinal vowels) sind Vokale, die vom Phonetiker Daniel Jones beschrieben wurden. Sie werden als Referenz zur Charakterisierung der Vokale einer beliebigen Sprache benutzt. Als idealisierte Laute an den Rändern des Vokaltrapezes treten die Hauptvokale in reiner Form in realen Sprachen nicht oder nur angenähert auf. Die kamerunische Niger-Kongo-Sprache Ngwe soll acht Vokale aufweisen, die den acht primären Hauptvokalen sehr ähneln.
Es gibt weitere benannte Vokale, die nicht zu den Hauptvokalen gezählt werden, zum Beispiel den mittleren Zentralvokal [ə] innerhalb des Vokaltrapezes.

## Liste der Hauptvokale
| Nr. | IPA | X-SAMPA | Beschreibung                                     |
| --- | --- | ------- | ------------------------------------------------ |
| 1   | [i] | [i]     | Ungerundeter geschlossener Vorderzungenvokal     |
| 2   | [e] | [e]     | Ungerundeter halbgeschlossener Vorderzungenvokal |
| 3   | [ɛ] | [E]     | Ungerundeter halboffener Vorderzungenvokal       |
| 4   | [a] | [a]     | Ungerundeter offener Vorderzungenvokal           |
| 5   | [ɑ] | [A]     | Ungerundeter offener Hinterzungenvokal           |
| 6   | [ɔ] | [O]     | Gerundeter halboffener Hinterzungenvokal         |
| 7   | [o] | [o]     | Gerundeter halbgeschlossener Hinterzungenvokal   |
| 8   | [u] | [u]     | Gerundeter geschlossener Hinterzungenvokal       |
| 9   | [y] | [y]     | Gerundeter geschlossener Vorderzungenvokal       |
| 10  | [ø] | [2]     | Gerundeter halbgeschlossener Vorderzungenvokal   |
| 11  | [œ] | [9]     | Gerundeter halboffener Vorderzungenvokal         |
| 12  | [ɶ] | [&]     | Gerundeter offener Vorderzungenvokal             |
| 13  | [ɒ] | [Q]     | Gerundeter offener Hinterzungenvokal             |
| 14  | [ʌ] | [V]     | Ungerundeter halboffener Hinterzungenvokal       |
| 15  | [ɤ] | [7]     | Ungerundeter halbgeschlossener Hinterzungenvokal |
| 16  | [ɯ] | [M]     | Ungerundeter geschlossener Hinterzungenvokal     |
| 17  | [ɨ] | [1]     | Ungerundeter geschlossener Zentralvokal          |
| 18  | [ʉ] | [}]     | Gerundeter geschlossener Zentralvokal            |